# Dicranomyia monochromera
Dicranomyia monochromera là một loài ruồi trong họ Limoniidae. Chúng phân bố ở vùng nhiệt đới châu Phi.